# Toño (Fußballspieler, 1979)
Antonio Rodríguez Martínez, genannt Toño (* 17. Dezember 1979 in Alicante), ist ein ehemaliger spanischer Fußballspieler, der zuletzt bei Rayo Vallecano in der Primera División spielte.

## Spielerkarriere

### Die Anfänge
Toño begann seine Karriere als Fußballspieler bei Hércules Alicante aus seiner Heimatstadt Alicante. Dort war er in der Segunda División B 2002/03 auch direkt Stammkeeper. Aufgrund guter Leistungen wurde er im Sommer 2003 von Recreativo Huelva aus der Segunda División verpflichtet, wo er zwei Jahre lang bleiben sollte, ehe er Anfang 2005 vom Erstligisten Racing Santander für ca. 1,2 Millionen Euro gekauft wurde.

### Racing / Recreativo
In seiner Premieren-Saison bei den Kantabriern kam er allerdings nur auf einen einzigen Einsatz in der Liga, weshalb er für die Saison 2005/06 an seinen Ex-Club Recreativo Huelva ausgeliehen wurde. Dort konnte Toño erneut als sicherer Rückhalt glänzen und so erreichte er mit den Andalusiern als souveräner Tabellenführer den Aufstieg in Spaniens Eliteliga. In der folgenden Saison kehrte er zu Racing zurück, wo er im zweiten Anlauf Stammtorwart wurde. In dieser Saison sorgte er jedoch immer wieder für Aufreger, da auf ein Weltklasse-Spiel zumeist eines mit bösen Patzern folgte. So ließ er unter anderem einen 30-Meter-Schuss von Samuel Eto’o vom FC Barcelona durch die Beine. Mittlerweile, 2007/08, sind alle Zweifel an seinem Können verschwunden.

## Erfolge
- Aufstieg in die Primera División: 2006 (mit Recreativo Huelva)